# Puimisson
Puimisson é uma comuna francesa na região administrativa de Occitânia, no departamento de Hérault. Estende-se por uma área de 6,38 km². Em 2010 a comuna tinha 1 152 habitantes (densidade: 180,6 hab./km²).